# Grammow
Grammow ist eine Gemeinde im Osten des Landkreises Rostock in Mecklenburg-Vorpommern (Deutschland). Die Gemeinde wird vom Amt Tessin mit Sitz in der gleichnamigen Stadt verwaltet. 

## Geografie
Grammow liegt in flachwelligem Gelände zwischen den Flüssen Recknitz und Trebel im Nordosten Mecklenburgs. Die nächstgelegenen Kleinstädte sind Tribsees, Bad Sülze und Gnoien.
Umgeben wird Grammow von den Nachbargemeinden Dettmannsdorf im Norden, Lindholz im Nordosten, Behren-Lübchin im Südosten, Nustrow im Süden sowie Thelkow im Westen.
Zu Grammow gehören die Ortsteile Alt Stassow, Neuhof, Neu Stassow und Recknitzberg. 

## Geschichte
Grammow: Im Jahre 1794 verkaufte der Kammerherr Georg von Behr das Gut Grammow an Carl Ernst von Schack. Auf dem Gut Grammow, das von 1832 bis 1945 im Besitz der Familie von Randow war, gab es Anfang des 19. Jahrhunderts eine erfolgreiche Rennpferdezucht. Ernst von Randow gewann  1912 mit seinem Wallach in nur einer Rennsaison fünf Ehrenpreise und 4600 Mark. Ein ehemaliger Pferdestall wird heute als Wohnhaus genutzt. Das Gutshaus wurde 1872 erbaut. 1945 musste der letzte Besitzer Ernst Friedrich von Randow mit seiner Familie das Gut verlassen. Die Gemeinde ließ als Besitzer im März 2019 das baufällige Herrenhaus abreißen. Der Gutspark ist verwahrlost und teilweise zersiedelt. Der Grabplatz der Familie von Randow im Park wurde von der Familie wieder hergerichtet.
Neuhof war ein Gut, welches in häufiger Folge seit 1781 im Besitz u. a. der Familien Koch, Loepner, von Randow, Müller, von Levetzow, von Blücher und von der Lühe war und ab um 1936 aufgesiedelt wurde.
Neu Stassow wurde 1836 begründet und drei Hofbesitzer hier registriert.

## Sehenswürdigkeiten
- Herrenhaus, nicht mehr vorhanden, da 2019 es wegen seines baufälligen Zustands abgerissen wurde.
- Großsteingräber bei Alt Stassow

### Herrenhaus

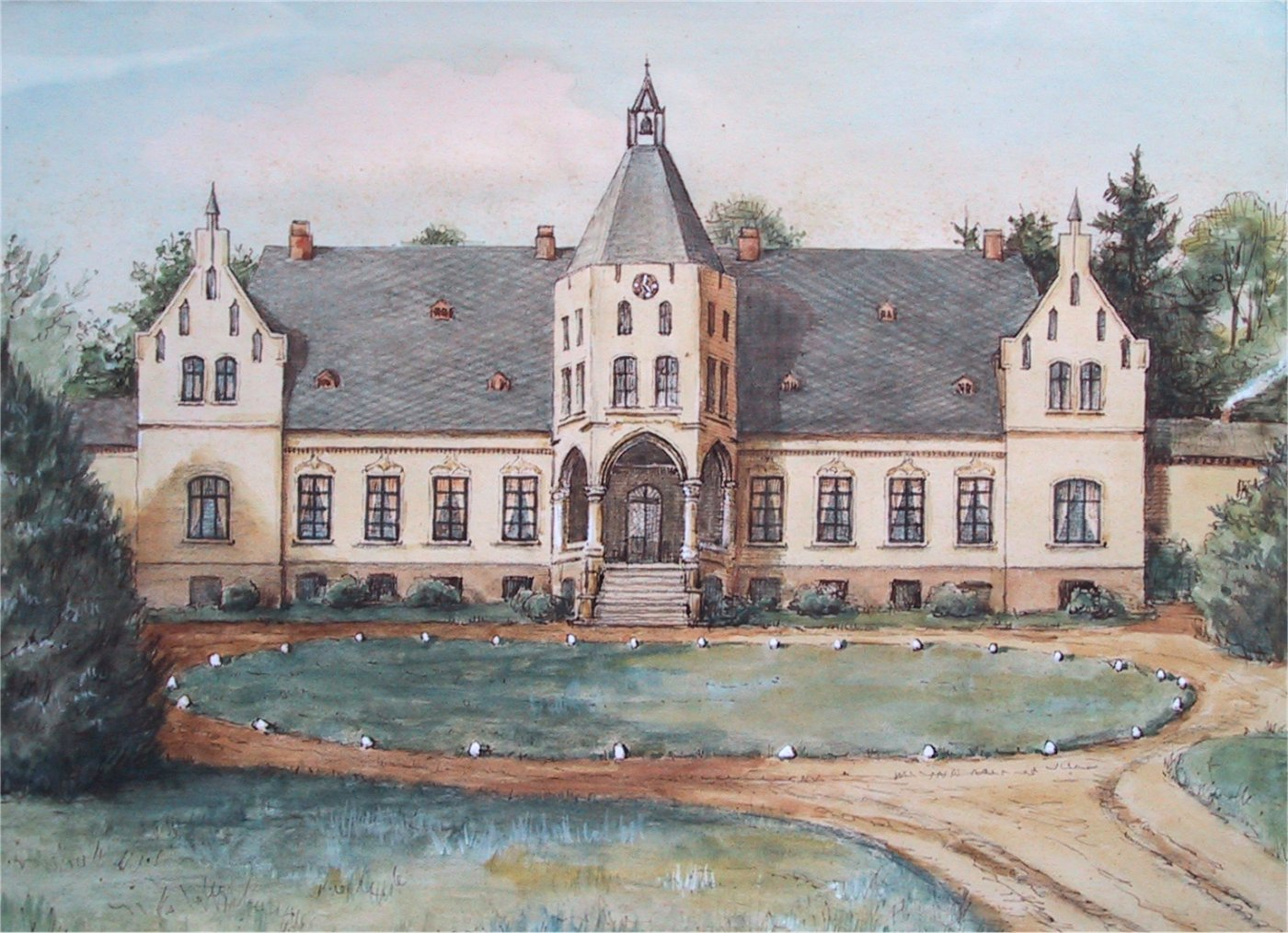
Herrenhaus Grammow ca. 1910
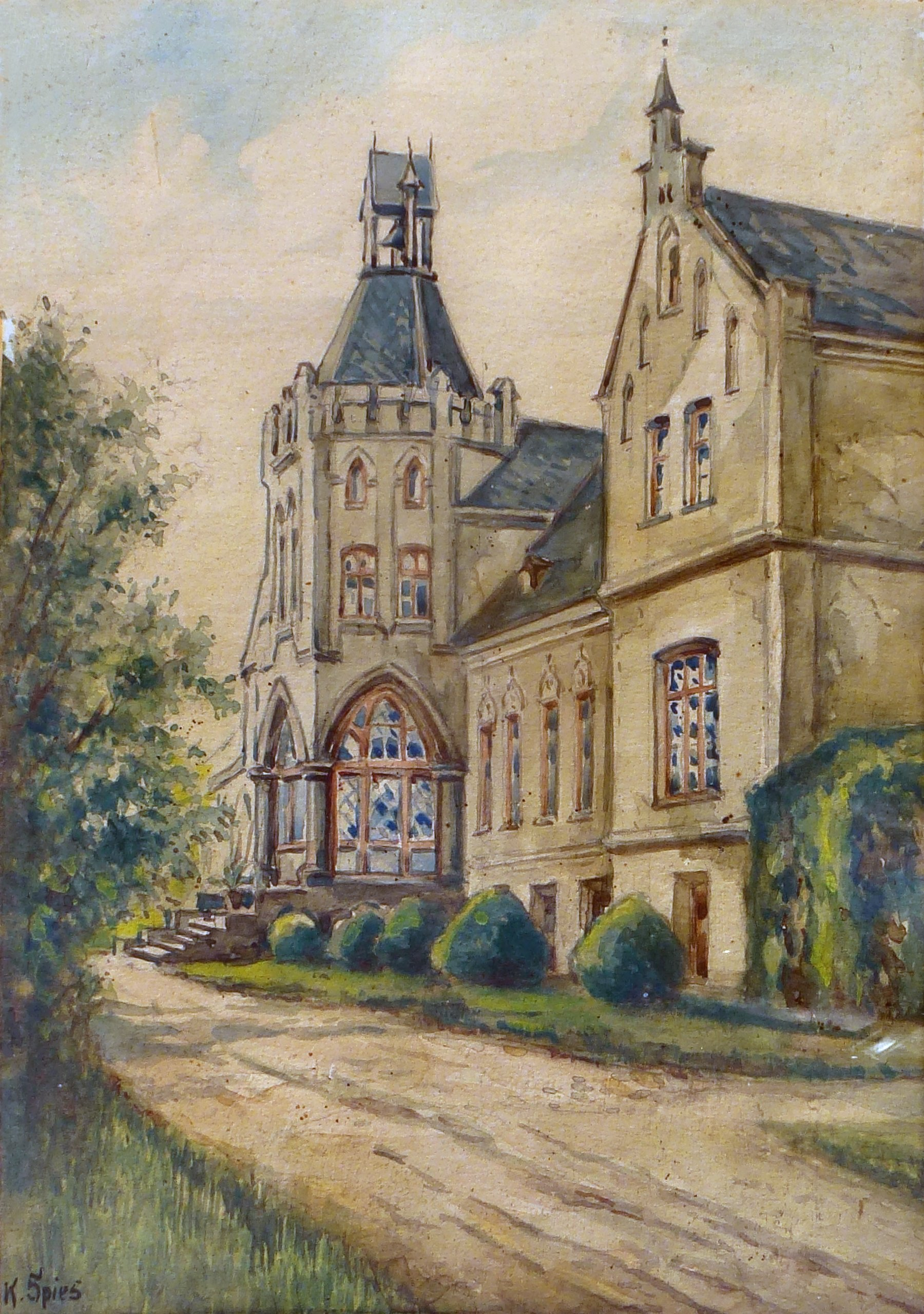
Herrenhaus Grammow, ca. 1915
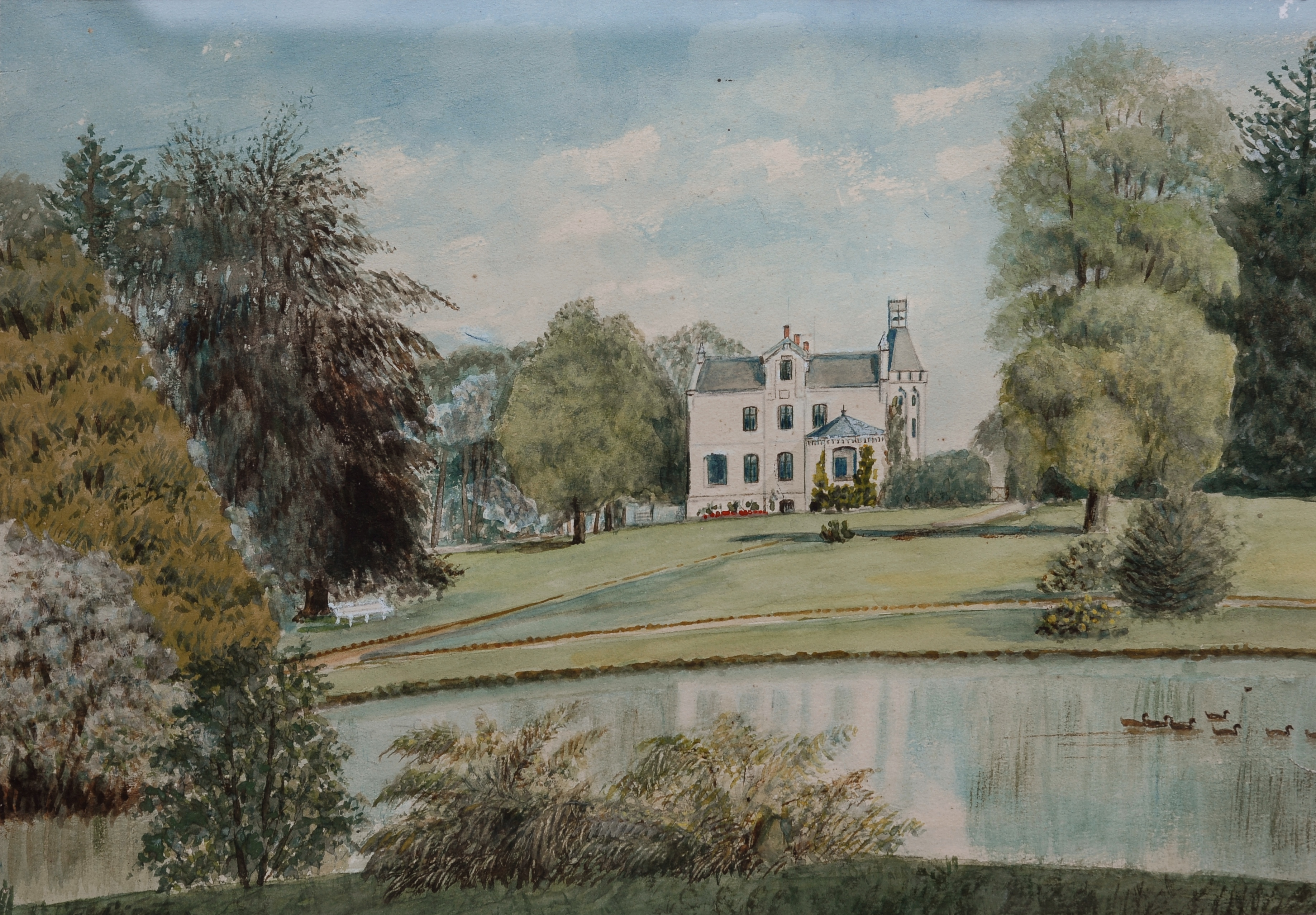
Herrenhaus Grammow, vom Park aus, ca. 1915
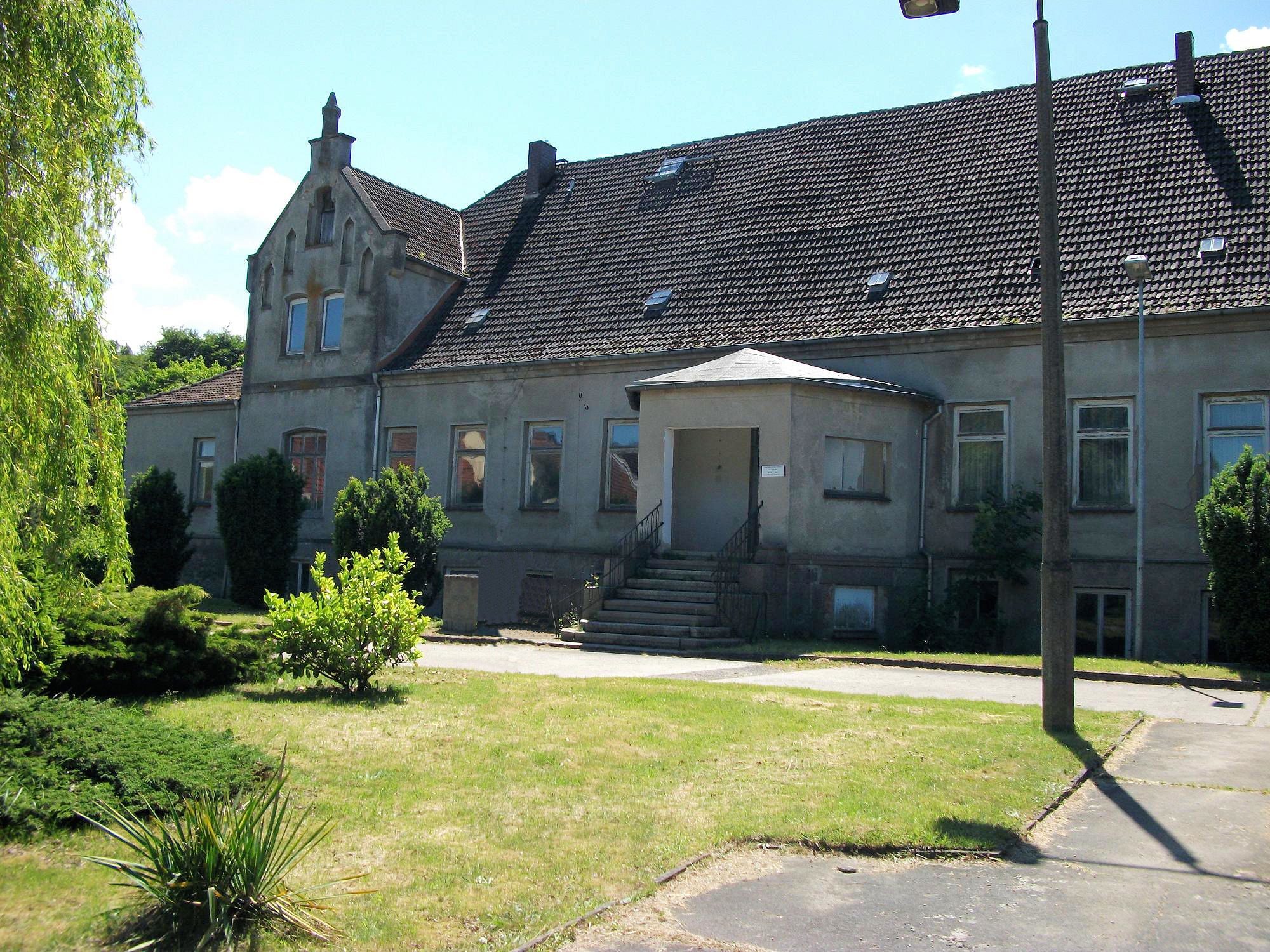
Gutshaus in Grammow 2009

## Persönlichkeiten
- Heinz von Randow (1890–1942), Offizier und zuletzt Generalmajor (postum Generalleutnant) und Kommandeur mehrerer Panzerdivisionen im Afrika-Korps.